# Личков, Борис Леонидович
Борис Леонидович Личков (19 [31] июля 1888, Иркутск — 20 октября 1966, Ленинград) — российский и советский учёный-геолог, гидрогеолог, профессор. Один из основателей и директор (1920—1922, 1925—1927) Украинского геологического комитета, репрессированный геолог (1934—1939)

## Биография
Родился в 1888 году в Иркутске. Сын статистика Леонида Семеновича Личкова.
В 1906 году окончил Киево-Печерскую гимназию и поступил на естественное отделение физико-математического факультета Университета Св. Владимира, который окончил в 1912 году. Первый директор, а затем заместитель директора Украинского геологического комитета (1918—1927), заведующий отделом подземных вод Гидрологического института в Ленинграде (1924—1934).
5 января 1934 года арестован по Делу «Российской национальной партии». Осужден на 10 лет лагерей. В заключении работал как гидролог сначала в совхозе-лагере в Узбекистане, с ноября 1934 г. в Дмитлаге на строительстве канала Москва-Волга, с конца 1935 года в Волголаге на строительстве Рыбинской ГЭС. В конце 1939 был освобожден от дальнейшего отбывания заключения и вышел из лагеря, но до 1941 года оставался на строительстве Рыбинской ГЭС. Затем работал в Самарканде и Сталинабаде (Душанбе).
В 1946 году вернулся в Ленинград, где до 1965 года заведовал кафедрой гидрогеологии в ЛГУ (второй заведующий после организатора кафедры - Сергея Сергеевича Кузнецова).
Профессор (с 1948). Доктор геолого-минералогических паук (1943). Почётный член Географического общества СССР (с 1962).

## Работы
Основные работы по гидрогеологии, геоморфологии и теоретическим проблемам геологии. Личковым предложена одна из первых классификаций подземных вод (1928), в которой отражена зональность гидрогеохимических процессов. Личков — автор концепции о решающей роли гидросферы в истории Земли, о значительной роли её во взаимосвязях Земли как космического тела с др. космическими телами Солнечной системы. Работы по зонам рельефа земного шара и движению материков были предпосылкой его исследований по общей теории Земли и астрогеологии. В последних работах Личков (1960, 1965) развивал гипотезу о процессе превращения бывшего крупного астероида (земной прапланеты) в планету Земля.
Основные публикации:
- Границы познания в естественных науках, К., 1914;
- Движение материков и климаты прошлого Земли, 3 изд., М. — Л., 1936;
- Природные воды Земли и литосфера, М. — Л., 1960;
- К основам современной теории Земли, Л., 1965.